# Le tre stimmate di Palmer Eldritch
Le tre stimmate di Palmer Eldritch (originale The Three Stigmata of Palmer Eldritch) è un romanzo di fantascienza dell'autore statunitense Philip K. Dick pubblicato nel 1964. L'opera riprende degli elementi di un precedente racconto di Dick, I giorni di Perky Pat (The Days of Perky Pat), uscito nel dicembre 1963 sulla rivista Amazing Stories; tuttavia, il romanzo non è la continuazione del racconto precedentemente pubblicato.
All'inizio del terzo capitolo viene fatto riferimento a "... the Printers, the Biltong life forms ..." tratto dal racconto "Pay for the Printer", pubblicato nel 1956, altri temi ricorrenti sono la premonizione come una vocazione accettata figura pesantemente nella trama del racconto di Dick "Rapporto di minoranza" (pubblicato nel 1956) e nel suo romanzo Nostri amici da Frolix 8 (Our Friends from Frolix 8).
Come in molti dei suoi romanzi, Dick utilizza una serie di concetti fantascientifici per presentare idee filosofiche costruendo diversi strati di realtà e irrealtà. È una delle prime opere in cui Dick esplora temi religiosi.
Fu candidato al Premio Nebula per il miglior romanzo nel 1966.

## Trama
Il romanzo è ambientato in un XXI secolo nel quale l'umanità, sotto l'autorità delle Nazioni Unite, ha colonizzato ogni pianeta e luna abitabili nel Sistema solare.
La vicenda è incentrata sulla concorrenza tra due imprenditori, Leo Bulero e Palmer Eldritch: il primo vende ai coloni terrestri su Marte dei plastici di case terrestri con riproduzioni in miniatura di mobili ed elettrodomestici nei quali posizionare la bambola Perky Pat (evidentemente ispirata a Barbie). Così facendo, e grazie all'uso di una droga illegale ma tollerata dalle autorità, il Can-D (sempre smerciata da Bulero), i coloni terrestri possono immaginare di essere di nuovo sulla Terra a vivere una vita spensierata (le donne incarnate nella bella e giovane Perky Pat, gli uomini incarnati nel suo aitante e ricco amico Walt), e così rimuovere la deprimente e desolata vita sul pianeta rosso.
Concorrente di Bulero è Palmer Eldritch; più un cyborg che un uomo, perché a causa di un attentato ha dovuto farsi impiantare occhi artificiali Luxvid; ha sostituito una mano, persa in un incidente di caccia, con una protesi metallica e ha denti d'acciaio inox. Eldritch è famoso perché pronto a tutto pur di fare soldi, anche a compiere le azioni più avventate, come andare su Proxima Centauri per fare affari con gli alieni che lì vivono.
Palmer Eldritch torna dal suo viaggio mutato: gli è successo qualcosa di misterioso (forse l'incontro con una creatura vagante nello spazio interstellare) che lo ha cambiato in modo inquietante, e appena tornato mette sul mercato una nuova droga, il Chew-Z, che darà ai coloni esperienze di vita molto più varie e interessanti di quelle sempre uguali create dal Can-D.
Scoppia così una guerra commerciale tra i due imprenditori nella quale viene coinvolto Barney Mayerson, giovane rampante alle dipendenze di Bulero, che si trova alla fine a essere deportato su Marte e a fare l'esperienza della nuova droga di Eldritch.
Scopre così che usare il Chew-Z non vuol solo dire entrare in mondi illusori, ma che questi mondi sono controllati da Eldritch, e che uscirne non è affatto facile. Inoltre, si rende conto che attraverso Eldritch si sta probabilmente attuando un'invasione della Terra e di Marte che non ha bisogno di armi ed astronavi, ma attacca direttamente la psiche dei terrestri.
Il finale aperto non dice se Eldritch, la cui futura morte pare inesorabile, sia stato veramente messo fuori gioco, dato che i personaggi continuano ad avere allucinazioni nelle quali le persone attorno a loro assumono i tratti spaventosi del cyborg.

## Struttura narrativa
Dal punto di vista della narrazione, Le tre stimmate di Palmer Eldritch presenta una struttura piuttosto complessa e articolata, soprattutto in termini di spazio e di tempo. Il racconto, in effetti, non segue una linea spaziale e temporale univoca, dove tutto si svolge in senso cronologico e in un unico universo fisico, ma al contrario alterna sequenze per così dire "reali" - legate a una visione regolare del tempo e dello spazio - a sequenze fortemente "soggettive" o soggettivamente vissute - in relazione all'esperienza soggettiva dei singoli personaggi, slegata dal regolare andamento del tempo e dello spazio.
Queste ultime sequenze, in buona sostanza, sono rese possibili dalle continue allucinazioni di cui sono vittima i personaggi del libro, indotti dall'uso della droga (sia il Can-D che il Chew-Z, per quanto in maniera diversa) a viaggiare da una realtà a un'altra, ovvero da una realtà oggettiva - il mondo reale - a una realtà soggettiva o soggettivamente vissuta - l'allucinazione provocata dall'assunzione della droga. Sia il Can-D che il Chew-Z, in effetti, provocano degli stati allucinatori (definiti traslazioni nel romanzo) che trascinano i personaggi in universi irreali, slegati dallo spazio e, soprattutto nel caso del Chew-Z, dal tempo del mondo reale. La questione del tempo, inoltre, è resa ancora più complessa dalle continue oscillazioni fra passato, presente e futuro: si pensi alle allucinazioni di Barney Mayerson, che, sotto l'effetto del Chew-Z, dapprima rivisita alcuni momenti del suo passato e poi viene gettato improvvisamente in un'anticipazione del suo futuro (in un certo senso si potrebbe parlare di flashback e di flashforward).
È anche vero, ad ogni modo, che col procedere del racconto la dimensione oggettiva e la dimensione soggettiva della realtà si intersecano l'una con l'altra, tant'è che alla fine risulta difficile districarle e capire quanto di quello che succede è reale e quanto invece non lo è: l'effetto del Chew-Z, in effetti, persiste anche dopo che la traslazione si è conclusa e provoca degli stati allucinatori anche nell'esperienza "reale" e oggettiva dei personaggi, ovvero nell'universo fisico e reale in cui essi vivono.

## Temi ricorrenti
- Pseudo-mondi: sia attraverso l'assunzione del Can-D con l'immedesimazione in Perky Pat, che con la traslazione attraverso il Chew-Z, gli individui si ritrovano in universi pre-costruiti che cadono lentamente a pezzi.
- La droga: sia il Can-D che il Chew-Z, sono sostanze psicotrope assunte al solo scopo di evadere dalla realtà.
- Marte: ancora una volta descritto come una colonia della Terra, abitata da reietti e difficile da controllare per il governo terrestre.
- Il lavoro: grandi aziende come quella di Bulero e di Palmer Eldritch si fanno la guerra per il dominio nel commercio della droga.
- La ragazza dai capelli scuri: interviene in uno degli pseudo-mondi per rivelarne all'occupante l'inganno.

### Edizioni
- (EN) The Three Stigmata of Palmer Eldritch, Doubleday, 1965.
- Le tre stimmate di Palmer Eldritch, traduzione di Ugo Malaguti, Collana Slan. Il meglio della fantascienza n.3, Bologna, Libra Editrice, 1970.
- Le tre stimmate di Palmer Eldritch, traduzione di Ugo Malaguti, Collana SF Narrativa d'Anticipazione n.42, Milano, Editrice Nord, aprile 1984.
- Le tre stimmate di Palmer Eldritch, traduzione di Gianni Pannofino, Collana Fantascienza n.8, Palermo, Sellerio, 1996, ISBN 978-88-389-1224-5. - Collana La memoria n.436, Sellerio, 1999.
- Le tre stimmate di Palmer Eldritch, traduzione di Umberto Rossi, n. 14, Collezione Immaginario Dick, Roma, Fanucci, 2003,  pp. 288, ISBN 88-347-0915-2. - Collezione Tascabili Immaginario n.80, Fanucci, 2006; Collezione Dick. Edizione speciale per 25º anniversario, Fanucci, febbraio 2007, ISBN 978 88 347 1264 1, pp.272; Collana Tif Extra, Fanucci, 2012, pp.262.
- Le tre stigmate di Palmer Eldritch, traduzione di Marinella Magrì, Introduzione di Emmanuel Carrère, Collana Oscar Moderni. Cult, Milano, Mondadori, 2022,  pp. 252, ISBN 978-88-047-3149-8.

### Critica
- Carlo Pagetti, Palmer Eldritch alien: ovvero, l'invasione dello spazio della fantascienza, in Intercom, 28 aprile 2000 (archiviato dall'url originale l'8 dicembre 2008).
- Umberto Rossi, Dick e la questione della tecnica (o Della tecnologia), in Rosella Mamoli Zorzi e Francesca Bisutti de Riz (a cura di), Technology and the American Imagination: An Ongoing Challenge, Atti del XII Convegno biennale AISNA, Venezia, Supernova, 1994,  pp. 473-83.